# HC2 Holdings
 HC2 Holdings Inc. (anteriormente conocido como Primus Telecommunications Group, Inc. (Primus), es una empresa de servicios financieros. La compañía pasó a llamarse HC2 Holdings Inc en abril de 2014 después de que HRG Group Inc. adquirió una participación del 40% en la compañía, cambiando el alias del Mercado de Valores de HC2 en la Bolsa de Nueva York a HCHC. Desde enero de 2014, HC2 ha adquirido una amplia gama de filiales operativas, cada una con su propio equipo de gestión dedicado en una amplia gama de industrias. Esto incluye la adquisición de Schuff Steel, el mayor fabricante de acero de Estados Unidos en el primer semestre de 2014 y Global Marine Systems, una compañía británica especializada en la construcción de infraestructura de cable submarino en el tercer trimestre de 2014. 

## Historia

### Comienzos (1994–1997)
Primus comenzó a operar en 1994, con la intención de ser un proveedor global de servicios basado en instalaciones. Ingresaron al mercado de los Estados Unidos en 1995.
En 1996, Primus comenzó su expansión global al adquirir el cuarto mayor proveedor de servicios de telecomunicaciones de Australia, Axicorp. [cita requerida]   Completaron su cotización pública al año siguiente con la finalización de la venta de más de $ 225 millones de dólares en pagarés y warrants.

### Expansión global (1997–1999)
La expansión global de Primus continuó en 1997 con adquisiciones clave y expansión de la red internacional. Completaron la construcción y activación de su red conmutada australiana, conmutadores de puerta de enlace internacional en Nueva York y Los Ángeles.

### Quiebra y recuperación (2009)
El esfuerzo de Primus finalmente culminaron con la presentación de la empresa para la protección por bancarrota el 16 de marzo de 2009.

### Retiro de la Bolsa de Nueva York (2013)
El 8 de noviembre de 2013, el consejo de administración de Primus decidió  retirarse de la Bolsa de Nueva York y cancelar el registro de sus acciones ordinarias diciendo que los ahorros que beneficiarían a los accionistas y a la compañía superaban las ventajas de continuar como una compañía que cotizara en la Bolsa de Nueva York, Primus dijo que sería capaz de reducir sus costos sin dejar de mantener un entorno con los controles financieros adecuados. 

### Cambio de Nombre (2014)
El 7 de enero de 2014, HRG Group Inc. informó una participación del 40,5% en Primus. El 14 de abril Primus fue renombrado como HC2 Holdings Inc. 

### Expansión

#### Ventas 2019
En mayo de 2019, HC2 Holdings anunció que adquiriría una estación de alta potencia de Lowcountry Media por $ 2.6 millones de dólares.